# Espace urbain de Paris
L’espace urbain de Paris, ou grand bassin parisien, est  l'espace urbain français centré sur la ville de Paris, tel que l'Insee le définissait et le délimitait en 1999, ce zonage d'étude ayant été abandonné lors des recensements ultérieurs. Il s'agissait, alors, du plus grand espace urbain de la France.

## Caractéristiques
- 5 287 communes (15 % des communes de la France métropolitaine)
- 16 909 826 habitants (27 % de la population de la France métropolitaine)
- Superficie de 51 511 km2 (9 % de la superficie de la France métropolitaine)
- Densité de 328,3 hab/km2 (3 fois la densité de population de la France métropolitaine)
- Altitude moyenne de 106 m

L'espace urbain de Paris s'étendait sur les départements suivants :
- Aisne (511 communes)
- Ardennes (220 communes)
- Calvados (444 communes)
- Eure (508 communes)
- Eure-et-Loir (288 communes)
- Loiret (225 communes)
- Manche (88 communes)
- Marne (321 communes)
- Haute-Marne (24 communes)
- Meuse (57 communes)
- Oise (577 communes)
- Paris (1 commune, la totalité du département)
- Seine-Maritime (564 communes)
- Seine-et-Marne (506 communes sur 514, soit 98,44 % des communes du département)
- Yvelines (262 communes, la totalité du département)
- Essonne (196 communes, la totalité du département)
- Hauts-de-Seine (36 communes, la totalité du département)
- Seine-Saint-Denis (40 communes, la totalité du département)
- Val-de-Marne (47 communes, la totalité du département)
- Val-d'Oise (185 communes, la totalité du département)

Cet espace urbain s’étendait sur tout ou partie des anciennes régions (avant 2015) Bourgogne, Centre, Champagne-Ardenne, Île-de-France, Lorraine, Basse-Normandie, Haute-Normandie et Picardie.

## Aires urbaines
L'espace urbain regroupait 59 aires urbaines en 1999 :
- Auxerre
- Bar-le-Duc
- Bayeux
- Beauvais
- Bernay
- Bolbec
- Caen
- Châlons-en-Champagne
- Charleville-Mézières
- Chartres
- Châteaudun
- Château-Thierry
- Chauny
- Clermont
- Compiègne
- Coutances
- Creil
- Dieppe
- Dreux
- Elbeuf
- Épernay
- Eu
- Évreux
- Fécamp
- Gaillon
- Gournay-en-Bray
- Honfleur
- Joigny
- Laon
- Le Havre
- Lillebonne
- Lisieux
- Louviers
- Migennes
- Montargis
- Montereau-Fault-Yonne
- Nemours
- Notre-Dame-de-Gravenchon
- Noyon
- Orléans
- Paris
- Pithiviers
- Pont-Audemer
- Provins
- Reims
- Rethel
- Rouen
- Saint-Dizier
- Saint-Lô
- Saint-Quentin
- Sedan
- Senlis
- Sens
- Soissons
- Tergnier
- Trouville-sur-Mer
- Vernon
- Vitry-le-François
- Yvetot